# Kwidzyn (stacja kolejowa)
Kwidzyn – stacja kolejowa w Kwidzynie, w gminie Kwidzyn, w powiecie kwidzyńskim, w województwie pomorskim. Dworzec znajduje się w rejestrze zabytków województwa pomorskiego pod numerem 102/87 z 01.08.1988.
W roku 2017 stacja obsługiwała 500–699 pasażerów na dobę.
Do przełomu XIX i XX wieku wybiegający ze stacji tor linii kolejowej do Torunia biegł wzdłuż ulicy Plantowej (od 1901 razem z torem linii wąskotorowej z Marezy).

## Remont dworca
W grudniu 2016 roku podpisano umowę na budowę zintegrowanego węzła komunikacyjnego zlokalizowanego w bezpośrednim sąsiedztwie stacji kolejowej. Projekt obejmował również rewitalizację dworca. Całość prac kosztowała 17,1 mln zł. Wyremontowany dworzec udostępniono pasażerom 14 grudnia 2018. Znalazły się w nim m.in. kasa, poczekalnia, toaleta, przechowalnia bagażu i informacja turystyczna. Na dworzec przeniesiono również Bibliotekę Miejsko-Powiatową.

## Linki zewnętrzne

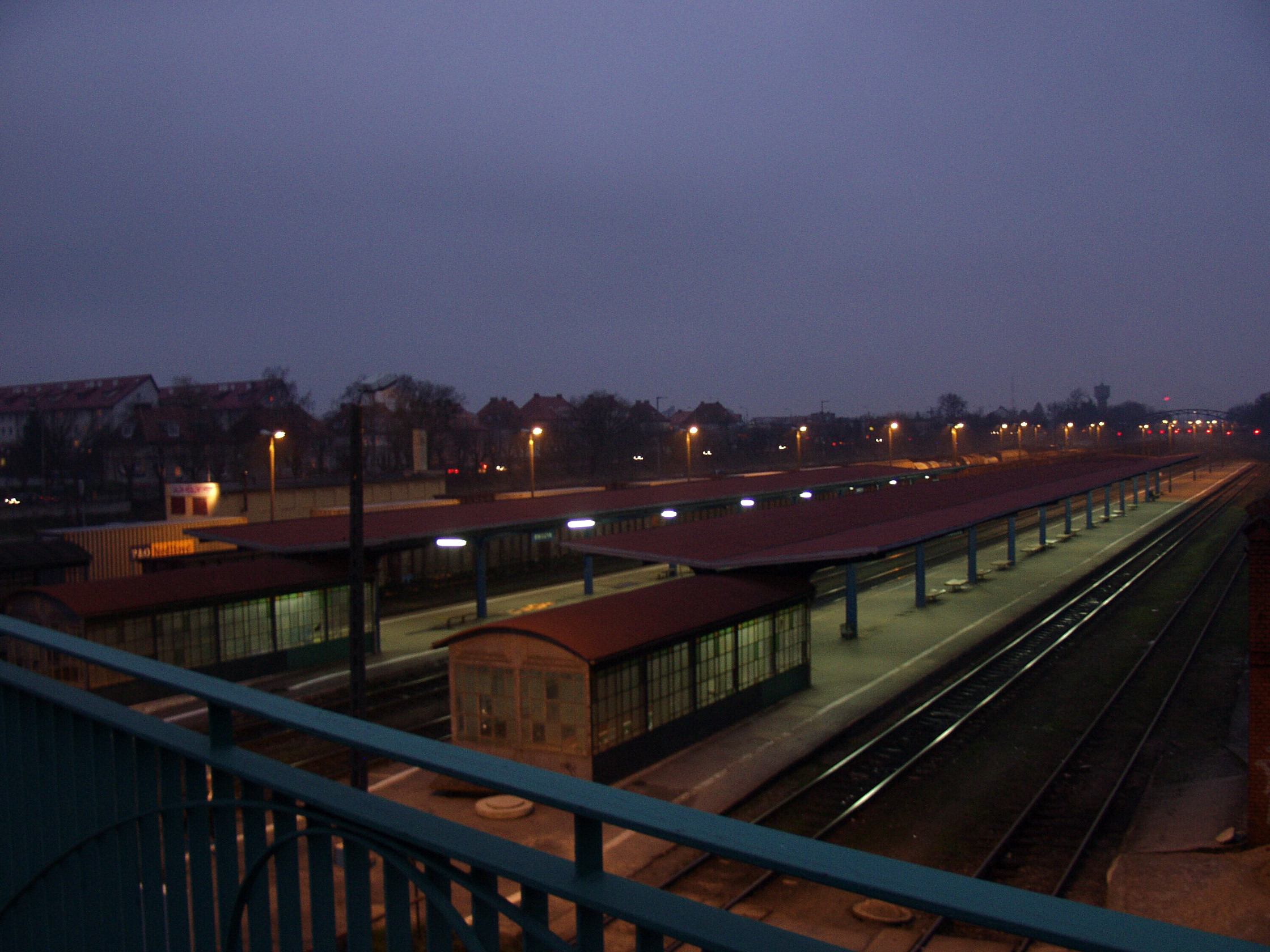
Perony przed remontem

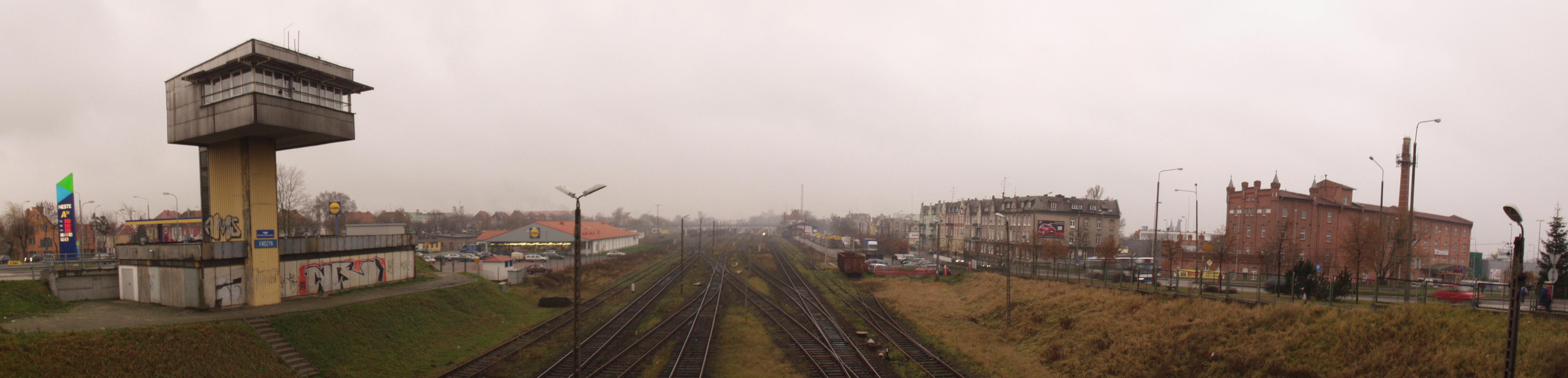
Panorama na stację przed remontem